# Dino Magušić
Dino Magušić (1986.), hrvatski reprezentativni kajakaš i kanuist. Natjecao se na svjetskom prvenstvu u kajaku i kanuu na mirnim vodama u Zagrebu. S Lukom Bačmagom u kajaku dvosjedu bio je posljednji u kvalifikacijskoj skupini kajaka dvosjeda (K-2) na 500 metara te deveti u polufinalnoj skupini.